# Alberina Syla
Alberina Syla, ps. Albe (ur. 4 września 1997 w Niemczech) – niemiecka i kosowska piłkarka, reprezentantka Kosowa w piłce nożnej kobiet od 2019 roku.